# Grafschaft Grenoble
Die Grafschaft Grenoble um die Stadt Grenoble hing aufs Engste mit der Grafschaft Albon und später den Dauphins von Viennois zusammen.

## Grafen von Grenoble
- Guigues II. der Fette, Graf von Grenoble vor 1063-nach 1080, Sohn des Grafen Guigues I. der Alte von Albon
- Guigues III., Sohn Guigues II.
- Guigues IV. der Delfin, Sohn Guigues III.
- Guigues V., Sohn Guigues IV.;
- Beatrix, 1162 Dauphinée von Viennois Gräfin von Albon und Grenoble (* wohl 1161, † 15. Dezember 1228), Erbtochter von Guigues V.; ⚭ 1. September 1183
- Hugo III. (Hugues III.) (* wohl 1148, † 25. August 1192 in Tyros) 1162 Herzog von Burgund, 1183 Dauphin von Viennois, Graf von Albon und Grenoble;
- Andreas (André) genannt Guigues VI. (* 1184, † 14. März 1237) 1228 Dauphin von Viennois, Graf von Albon und Grenoble, Sohn Hugos III.; ⚭ III 15. November 1249 Beatrix von Montferrat († 1274) 1237-1243 Regentin von Dauphiné, Tochter des Markgrafen Wilhelm V.
- Guigues VII. (* wohl 1225, † August 1269/17. März 1270) Dauphin von Viennois, Graf von Albon und Grenoble, Sohn Guigues VI.; ⚭ 1253 vor dem 22. April Beatrix von Savoyen (* wohl 1237, † 21. April 1310), Erbtochter des Grafen Peter II.
- Johann I. (Jean I.) (* 1264, 24. September 1282) Dauphin von Viennois, Graf von Albon und Grenoble, Sohn Guigues VII.; ⚭ 1280 Bona von Savoyen, Tochter des Grafen Amadeus V.
- Anne († nach 30. September 1301) Dauphinée von Viennois, Gräfin von Albon und Grenoble, Schwester Johanns I.; ⚭ 1. September 1273
- Humbert I. de La Tour, 1273 Dauphin von Viennois etc., † 12. April 1307 (Haus La Tour-du-Pin)
- Guigues VIII., X 29. August 1333, Graf von Albon und Grenoble, Dauphin von Viennois, Sohn Humberts I. und Annes
- Humbert II., † 22. Mai 1355, dessen Bruder, überträgt am 16. Juli 1349 seinen Besitz dem späteren König Karl V.